# Stavros Niarchos
Stavros Spyros Niarchos (Grieks: Σταύρος Σπύρος Νιάρχος) (Athene, 3 juli 1909 - Zürich, 16 april 1996) was een Grieks reder.
Niarchos studeerde rechten aan de universiteit in Athene, promoveerde in 1939 en begon te werken bij zijn oom. Een paar maanden later begon hij voor eigen rekening. Hij had gemerkt dat de vervoerkosten voor graan van Argentinië en de Sovjet-Unie te hoog lagen en hij begon met vervoer tegen lagere prijzen. Tijdens de Tweede Wereldoorlog diende hij van 1941 tot 1945 als officier op een destroyer. Hij werd gelijktijdig ere-attaché voor de marine aan de Griekse ambassade in Washington D.C..
Vanaf 1945 kocht hij tegen lage prijzen uitgediende vrachtschepen op van de Amerikaanse zeemacht, vooral tankers. Hij liet die onder goedkope vlaggen varen. Met de Koreaoorlog en de Suezcrisis ging het hem voor de wind.
In 1952 begon Niarchos met de bouw van supertankers; hij werd al snel gevolgd door Aristoteles Onassis. Beiden claimden de grootste onafhankelijke tankerreder ter wereld te zijn. Niarchos bezat al gauw 80 tankers. In 1962 liet hij de Manhattan bouwen. Dit is het grootste koopvaardijschip dat in de Verenigde Staten is gebouwd. Het schip werd in 1969 omgebouwd tot ijsbreker en maakte als eerste koopvaardijschip de Noordwestelijke Doorvaart. Hoewel de tocht succesvol was, bleek het niet commercieel haalbaar, waarna het Trans-Alaska Pipeline System werd aangelegd.
Niarchos verwierf het grootste droogdok van de Middellandse Zee, de Hellenic Shipyards.
Hij trok zich terug te St. Moritz in Zwitserland, waar hij vooral zijn lievelingshobby, het skiën, beoefende en zakelijk ondersteunde. Hij trouwde vier keer en kreeg vijf kinderen.
Hij verzamelde kunst van onder meer Vincent van Gogh, Henri Matisse, Francisco Goya, El Greco en Peter Paul Rubens. In 1989 kocht hij het zelfportret Yo Picasso van Pablo Picasso voor 47.850.000 dollar.